# Andaç, Edremit
Andaç là một xã thuộc huyện Edremit, tỉnh Van, Thổ Nhĩ Kỳ. Dân số thời điểm năm 2011 là 953 người.